# Famille Tahy
 (juillet 2024).
Si vous disposez d'ouvrages ou d'articles de référence ou si vous connaissez des sites web de qualité traitant du thème abordé ici, merci de compléter l'article en donnant les références utiles à sa vérifiabilité et en les liant à la section « Notes et références ».
Tahy est le patronyme d'une ancienne famille de la noblesse hongroise.

## Origines
Un Nicolaus de Tah (fl. 1095-1114) (Miklós (I) en hongrois) est mentionné en 1098, à l'époque du roi Coloman, et serait l'ancêtre des familles Tahy et Taloczy. Il était seigneur de Tah dans le comitat de Pilis, propriétaire en Slavonie et principal homme (főember) du roi lors de la conquête de la Dalmatie et de la Croatie. Gáspár Tahy, qui vécut en 1242 sous le règne du roi Béla IV, mentionne un second Miklós (II) Tahy, habitant à Raguse, comme ayant participé à la lutte contre les Tatars et accompagné le roi dans sa fuite. À partir du XIIIe siècle est mentionnée comme origine à la famille Tahy le clan Rosd (hu) (genere Rusd), impliqué dans la Honfoglalás au IXe siècle.

## Personnalités
- Domokos Tahy, de genere Rusd (fl.1221), originaire de Tah dans le comté de Pilis et possessionné dans le Bihar .
- Dénes ou Dyonisius Toh (Toch ou encore Thou) de genere Rusd (fl. 1221-1248), homme du roi (Homo Regius), comes. Il vivait sur Tah, en face de l'île de Rosd. Homme de main (főember) du roi André, il apparaît dans les comtés de Bihar, Veszprém, Nógrád, Pilis et Győr.
- Gábor ou Gabriel de Tohh, cité en 1230 ; Sixtus I de Toh, cité en 1280.
- István I Tahy (fl. 1505-1535), bán de Jajcza (hr). Frère du suivant.
- János II Tahy (fl.. 1526-1535), général. Il apporte en 1521 son aide à Kristóf Frangepán (en) lors du siège turc de la forteresse de Jajce et dirige l'aile droite de l'armée hongroise lors de la bataille de Mohács (1526). Il se range en 1527 aux côtés de Szapolyai, puis revient auprès du parti de Ferdinand en 1535, peu avant sa mort. Frère du suivant.
- Ferenc Tahy († 1573), baron de Stettenberg (1535). Général et un homme politique, il fut notamment főispán de Pozsega et Grand écuyer du royaume (1554-73).
- Boldizsár Tahy, président du Conseil croate (horvát báni tábla ülnök) (1581). Fils du précédent Ferenc.
- István Tahy, ambassadeur du comté de Pilis lors de l'assemblée sur le Rákos de 1505.
- István III Tahy (ca. 1552-1580), capitaine d'Ivanica (1558).
- István Tahy reçoit du roi Ferdinand Ier les domaines de Gradiska et Dubica. Son fils, István le Jeune reçoit le château de Tarkő en 1558.
- Károly Tahy, prévôt de Lelesz (1710-1720)[1], président de la Table royale (1712-1719) (királyi táblai ülnök).
- István XI Tahy, juge des nobles en chef du comitat de Sáros (1723).
- Imre I Tahy († 1775), professeur à Eger, président du conseil du district d'Eperjes puis membre de la Table royale, représentant du prince Albert de Teschen.
- Antal Tahy (1756-1831), conseiller du roi, président de la Table royale, protonotaire (itélőmester) du Juge royal à partir de 1820[2].
- Antal II Tahy (1754-1806), chambellan, membre de la Table royale, conseiller du roi.
- Károly Tahy († 1821), alispán et député du comté de Sáros.
- József Tahy († 1859), chambellan KuK, gratifié du titre de baron autrichien en 1858 ; sans descendance.
- Imre III Tahy (né en 1809), várnagy et trésorier en chef (főpénztár) du comté de Ung, il participe à la révolution hongroise de 1848 au cours de laquelle il disparait.
- István Tahy (hu) (1843-1908), chambellan KuK, greffier en chef (főjegyző) honoraire du comté de Pest-Pilis-Solt-Kiskun[3].
- Ábrahám Tahy (1861-1934), docteur en théologie, gouverneur apostolique, curé catholique de la paroisse d'Ungvár[4].
- Jakab Tahy (1865-1945), docteur en droit, secrétaire d'État du ministère de l'Agriculture.

## Sources
- István Tahy. Tahyak és azokkal rokon családok, Budapest, 1904
- Iván Nagy. Magyarország családai
- A Pallas nagy lexikona
- Dr. Reiszig Ede; Csoma József. Szabolcs vármegye nemes családai